# Стройково (Некрасовский район)
Стройково — деревня в Некрасовском районе Ярославской области. Входит в состав сельского поселения Красный Профинтерн.

## География
Находится в восточной части Ярославской области на расстоянии приблизительно 14 км на север-северо-восток по прямой от административного центра района поселка Некрасовское в левобережной части района к востоку от озера Костромские Разливы.

## История
В 1859 году здесь (деревня Даниловского уезда Ярославской губернии) было учтено 4 двора, в 1898 — 3.

## Население
Численность населения: 26 человек (1859 год), 1 (русские 100 %) в 2002 году, 5 в 2010.